# Stratigrafija
Stratigrafija je grana geologije koja proučava slojeve stijena, njihove teksture, sastav, međuodnose, te ih uspoređuje na širem prostoru. Prvenstveno opisuje sedimentne stijene i uslojene vulkanske stijene te određuje njihove starosti. Cilj stratigrafije je definiranje sustava pomoću kojeg se može dati vremenski slijed stijena i zbivanja u geološkoj prošlosti ujednačeno za svako područje, kao i za Zemlju u cjelini.

## Osnovni stratigrafski principi
Već u sedamnaestom stoljeću danski znanstvenik Nicolaus Steno proučavajući sedimentne stijene sjeverne Italije postavlja tri osnovna stratigrafska principa za određivanje relativne starosti slojeva:
- princip superpozicije: u neporemećenom slijedu slojeva najstariji sloj je na dnu sekvencije, a svi viši slojevi su sukcesivno mlađi;
- princip originalnog horizontaliteta: većina sedimentnih stijena taloži se, pod utjecajem gravitacije, u približno ravnim horizontalnim slojevima, odnosno paralelno površini na koju se talože;
- princip bočnog kontinuiteta: slojevi se pružaju u svim smjerovima sve dok se ne stanje ili iskline, odnosno dok ne budu naglo prekinuti nekom preprekom.

Krajem osamnaestog stoljeća, britanski inženjer William Smith u sklopu projektiranja kanala za drenažu močvarnih područja i prijevoz ugljena od rudnika do luka napravio je prvu cjelovitu geološku kartu Velike Britanije pomoću principa biološke sukcesije po kojem su životne forme iz određenog razdoblja Zemljine prošlosti tipične samo za to razdoblje, zbog čega stijene nastale u isto doba mogu sadržavati sličan skup fosila na osnovu kojeg se može:
- usporediti stijene na globalnoj razini;
- poslagati stijene na osnovi njihove relativne starosti.

Početkom devetnaestog stoljeća veliki britanski geolog Charles Lyell u svome djelu Principles of Geology navodi dva značajna principa:
- princip kosog presjecanja: bilo koja geološka struktura ili tijelo koje presjeca ili prodire kroz stijensko tijelo mora biti mlađa od stijenske mase u koju je prodrla;
- princip inkluzije: bilo koja stijena koja sadrži uklopke susjedne granične stijene mora biti mlađa od te stijene.

Navedeni principi temelj su određivanja relativne starosti stijena.

## Litostratigrafija
Litostratigrafija proučava promjene u tipu stijena, kako u okomitim slojevima tako i lateralnim promjenama koje odražavaju promjene u taložnim okolišima.
Temljena litostratigrafska jedinica je formacija, vremenski kontinuiran i genetski istovjetan kompleks stijena koji je okomito i vodoravno više ili manje ujednačena sastava. Važno je da se formacija po svojemu litološkom sastavu razlikuje od formacije u podini i krovini, te da ne sadržava značajne diskordancije. Ako formacija nije litološki homogena, sastoji se od članova i slojeva. Više formacija čini grupu, a dvije ili više grupa može činiti supergrupu. 
Za razumijevanje distribucije, oblika i značenja litoloških jedinica važni su ovi koncepti:
- distribucija u prostoru: ovisi o kontinuitetu izvornog taložnog okoliša;
- distribucija u vremenu (za određivanje vremena formiranja litostratigrafske jpotrebni su biostratigrafski alati)
- relativna debljina: ne mora ovisiti o duljini taloženja jer na nju utječe i prinos sedimenta.

## Stratigrafija događaja
Stratigrafija događaja (eng. event stratigraphy) proučava litostratigrafske jedinice nastale katastrofičnim događajima, tj. događajima koji imaju vrlo široke taložne učinke u vrlo kratkom vremenskome rasponu. Ti slojevi mogu biti istaloženi u širokome području, što omogućava uspoređivanje vrlo različitih taložnih okoliša (što je teže s fosilima).
Događaji mogu biti:
- fizički: vulkanska erupcija, oluja, cunami, udar meteorita, promjena magnetskog polariteta, itd.
- kemijski: neuobičajena koncentracija određenih elemenata ili izotopa;
- biološki: brza kolonizacija, masovno izumiranje;
- kompozitni (sastoje se od dva ili više događaja).

## Biostratigrafija
Biostratigrafija proučava relativni odnos slojeva na temelju fosilnog sadržaja i temelj je za globalni sustav kronostratigrafske podjele.
Temeljna biostratigrafska jedinica je biozona, sedimentno tijelo koje sadrži specifičnu floru i faunu. Postoji pet vrsta biozona:
- zajednišna biozona: sedimentno tijelo karakterizirano jasnom zajednicom fosila bez obzira na njihov raspon;
- rasponska biozona: sedimentno tijelo koji predstavlja potpuni raspon pojavljivanja (okomitog i vodoravnog) posebne vrste;
- konkurentna rasponska biozona: sedimentno tijelo karakterizirano djelomičnim preklapanjem raspona dva ili više odabranih taksona;
- filozona: sedimentno tijelo koje se definira na temelju evolucijskog slijeda odabranog taksona;
- vršna zona (epibola): sedimentno tijelo koje obuhvaća naslage u vremenu maksimalnog razvita odabranog taksona.

Stratigrafski najvažniji su tzv. provodni fosili, a to su fosili značajni za točno određeno razdoblje. Provodni fosil ispunja tri uvjeta:
- pojavljivanje u točno određenom razdoblju;
- širok geografski raspon (kozmopolitska rasprostranjenost)
- brza evolucija (0,5–1 milijun godina).

Najpoznatiji provodni fosili su graptoliti i amoniti.
Kako litološka svojstva ne upućuju na vrijeme nego samo na mjesto i prilike nastanka stijene, litostratigrafske metode se nisu mogle koristiti za uspoređivanje stijena koje se ne nalaze na istoj lokaciji. Tek razvojem biostratigrafije i korištenjem fosila kao indikatora vremena moglo se povezivati stijene s istom fosilnom zajednicom, tj. stijene iste relativne starosti, što je udarilo temelj geološkoj vremenskoj skali.

## Kronostratigrafija
Kronostratigrafija proučava vremenske odnose i starost stijena s ciljem njihovog organiziranja. Kronostratigrafske jedinice su uslojene i neuslojene stijene koje su se formirale tijekom određenog geološkog razdoblja. Npr. kambrijski sustav je skup svih stijena koje su nastale tijekom kambrijskog razdoblja. 
Granice kronostratigrafskih jedinica su sinkrone (vremenski usklađene), tj. za cijelu Zemlju vrijedi jedna kronostratigrafska skala, a starost im je određena na temelju radiometrije te biostratigrafskih odnosa 